# Пол Верховен
Пол Верховен, тачније Паул Верхувен (хол. Paul Verhoeven; рођен 18. јула 1938. у Амстердаму) је холандски и амерички филмски режисер, сценариста и продуцент.
Међу бројним познатим редитељским делима Верховена су филмови као што су Робокап (1987), Тотални опозив (1990), Ниске страсти (1992), Свемирски војници (1997), Невидљиви човек (2000) и Она (2016). Експлицитне сцене насиља или еротике карактеристичне су и за његове драмске и за филмове фантастике.